# 弦樂器

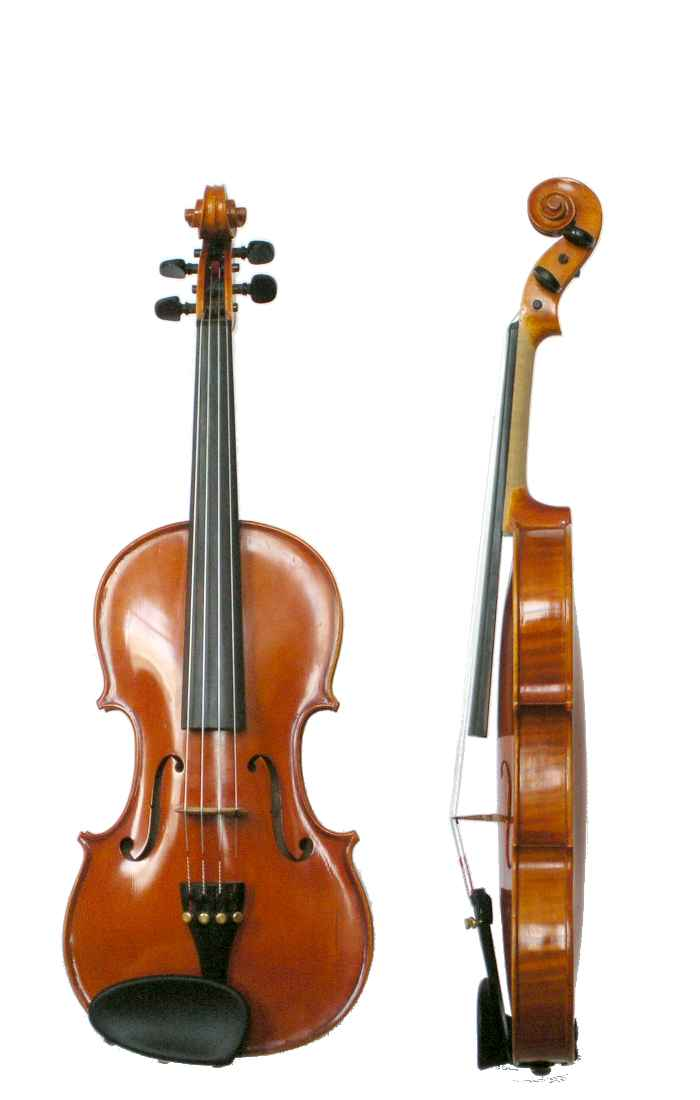
小提琴

弦樂器是指以弦振動而發出聲音的樂器之總稱。

## 弦樂器種類
依使弦發聲的方法，可分為下列三種：
- 擊弦樂器：又稱打弦樂器，利用槌擊打弦而發聲，例如鋼琴、翼琴、揚琴等。
- 撥弦樂器：又稱彈撥樂器，透過彈、撥弦而發聲，例如豎琴、吉他、曼陀鈴、班卓琴、里拉琴、羽管鍵琴、古箏、琵琶等。
- 弓弦樂器：又稱擦弦樂器，利用弓摩擦弦而發聲，例如小提琴、中提琴、大提琴、低音提琴、二胡等。

## 圖例

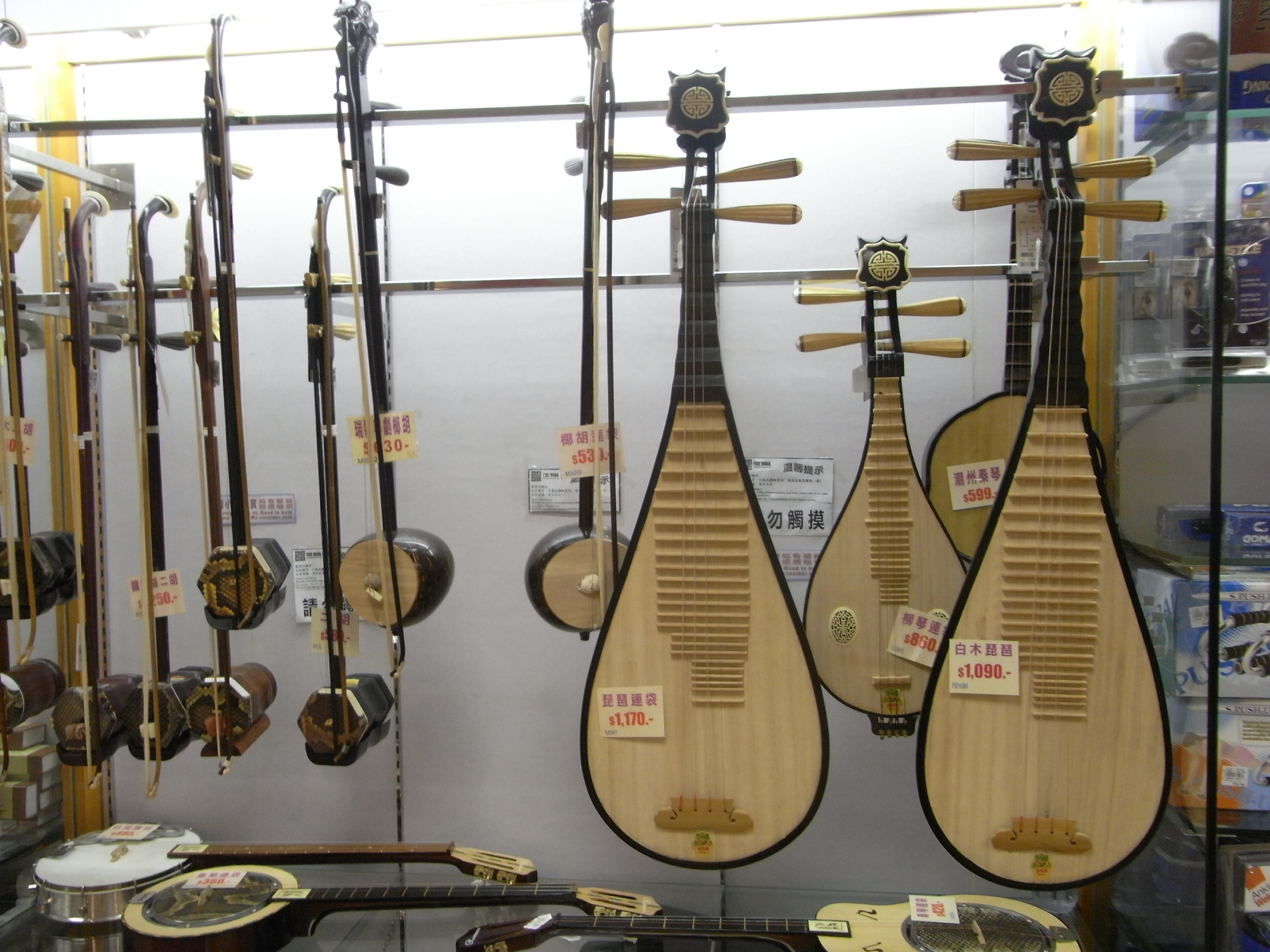
中樂 - 琵琶及二胡

### 外部連結
- The violin: How to select a violin, provenance, value and appraisal （页面存档备份，存于）